# 양키 스타디움
양키 스타디움(Yankee Stadium)은 뉴욕 양키스의 홈구장이다. 건설비용은 15억 달러이다. 새로운 야구장을 지으면서 표값도 가장 비싸게 올랐다.(평균 표값 80달러) 그리고 편의시설도 매우 좋아졌다. 전광판은 구 양키 스타디움의 6배이다. 현재 많은 뉴욕 시민들이 표값에 대한 불만이 있으나, 마이클 블룸버그 뉴욕 시장은 메이저 리그 야구사의 전설로 남을 것을 약속, 여론을 일축했다. 경기장을 개조해 뉴욕 시티 FC의 축구 경기장으로도 쓰인다.